# Malcolmia cabulica
Malcolmia cabulica là một loài thực vật có hoa trong họ Cải. Loài này được (Boiss.) Hook. f. & Thomson mô tả khoa học đầu tiên năm 1861.